# 스마트 하이웨이
스마트 하이웨이(smart highway) 주행중인 자동차안에서 도로상황 등 각종 교통정보를 실시간으로 주고 받으며 소음이나 교통체증을 줄여 시속 160km로 주행할 수 있는 도로기술로 정보통신기술과 자동차 기술 등을 결합하여 이동성, 편리성, 안전성 등을 향상시킨 차세대 고속도로이다.
대한민국 정부는 2016년까지 1494억원(소요 예산은 정부 1,046억원, 민간 448억원 분담)을 투입해 개발 계획이다.